# Канандейгуа (містечко, Нью-Йорк)
Канандейгуа (англ. Canandaigua) — місто (англ. town) в США, в окрузі Онтаріо штату Нью-Йорк. Населення — 11 109 осіб (2020).

## Демографія
Згідно з переписом 2010 року, у місті мешкало 10 020 осіб у 3974 домогосподарствах у складі 2706 родин. Було 4529 помешкань
Расовий склад населення:
| - 96,1 % — білих - 1,2 % — азіатів - 1,0 % — чорних або афроамериканців - 0,2 % — корінних американців |

До двох чи більше рас належало 1,1 %. Частка іспаномовних становила 1,9 % від усіх жителів.
За віковим діапазоном населення розподілялося таким чином: 22,0 % — особи молодші 18 років, 60,5 % — особи у віці 18—64 років, 17,5 % — особи у віці 65 років та старші. Медіана віку мешканця становила 45,1 року. На 100 осіб жіночої статі у місті припадало 95,6 чоловіків;  на 100 жінок у віці від 18 років та старших — 94,0 чоловіків також старших 18 років.
Середній дохід на одне домашнє господарство  становив 87 220 доларів США (медіана — 68 004), а середній дохід на одну сім'ю — 106 105 доларів (медіана — 91 843). Медіана доходів становила 61 585 доларів для чоловіків та 49 432 долари для жінок. За межею бідності перебувало 8,5 % осіб, у тому числі 6,6 % дітей у віці до 18 років та 4,5 % осіб у віці 65 років та старших.
Цивільне працевлаштоване населення становило 5190 осіб. Основні галузі зайнятості: освіта, охорона здоров'я та соціальна допомога — 32,6 %, роздрібна торгівля — 12,9 %, виробництво — 12,3 %.